# Liste des Grands Montréalais
Voici la liste des Grands Montréalais nommés par l'Académie des Grands Montréalais.
Les noms listés ci-dessous sont suivis, autant que possible, d'une courte description de leur principale activité, qui n'est pas nécessairement la raison pour laquelle ils sont intronisés (par exemple, M. X est un recteur d'université bien connu, mais l'académie le nomme pour son rôle dans le développement de la recherche). Autant que possible, les noms sont ordonnés selon l'année d'intronisation.
En décembre 2016, les 132 personnalités récipiendaires du titre de Grand Montréalais ont été reconnues par l’Ordre de Montréal, la nouvelle distinction honorifique de la Ville. L’Ordre a ainsi pris le relais de l’Académie des Grands Montréalais, pour faire rayonner la contribution exceptionnelle des Montréalais et Montréalaises qui se distinguent.

## 1978
- Pierre Béïque, administrateur
- Alexander Brott, violoniste
- Gilles Carle, cinéaste
- Ludmilla Otzoup-Gorny Chiriaeff, danseuse classique, chorégraphe
- Camille A. Dagenais, ingénieur
- Pierre Dansereau, écologiste
- Jean Drapeau, homme politique
- Gérald Fauteux, juge
- Armand Frappier, médecin, microbiologiste, professeur et chercheur
- André Langevin, écrivain
- Guy R. Legault, architecte
- Iona Monahan, journaliste, directrice artistique, publicitaire
- Joseph-Alphonse Ouimet, ingénieur et administrateur
- Alfred Pellan, peintre
- Gérard Plourde, comptable et homme d'affaires
- Sam Pollock, administrateur sportif
- Harry Josua Stern, rabbin
- Michel Tremblay, dramaturge, romancier

## 1979
- Michel F. Bélanger, président et chef de la direction de la Banque Nationale du Canada

## 1980
- Thérèse Forget Casgrain

## 1981
- Paul David

## 1982
- Charles Bronfman, président et chef du conseil de Seagram
- Charles Dutoit, chef d'orchestre

## 1984
- Paul Desmarais (père), président et chef de la direction de Power Corporation
- Bernard Lamarre
- Phyllis Lambert
- Pierre Elliott Trudeau

## 1985
- Paul-Émile Léger

## 1986
- Jean Béliveau, joueur de hockey
- Phil Gold

## 1987
- Jean Duceppe
- A. Jean de Grandpré, président et chef du conseil de Bell Canada
- Brenda Milner, scientifique

## 1988
- Pierre Elliott Trudeau, Premier ministre du Canada
- Phyllis Lambert, mécène en architecture
- Bernard Lamarre, président et chef de la direction de Lavalin
- David M. Culver
- Maryvonne Kendergi, musicienne, professeure, musicologue
- Marcel de la Sablonnière

## 1989
- Laurent Beaudoin, président et chef du conseil de Bombardier
- Gratien Gélinas
- Liliane M. Stewart, philanthrope

## 1990
- Denys Arcand, cinéaste
- Claude Castonguay, ministre québécois et pilote de l'implantation de la RAMQ
- Denise Lefebvre

## 1991
- Antonine Maillet, auteur de romans
- J.V. Raymond Cyr, président de BCE
- Jeanne Sauvé, femme d'État et journaliste

## 1992
- Jean Coutu, président et chef du conseil de Groupe Jean Coutu
- Robert LaPalme, caricaturiste et peintre
- John Peters Humphrey, avocat

## 1993
- Jeannine Guindon, psychologue, enseignante
- Eugene N. Riesman, homme d'affaires

## 1994
- Charles Daudelin, sculpteur, peintre et dessinateur
- Pierre Péladeau, éditeur et homme d'affaires, fondateur de Québecor

## 1995-1996
- Maurice l'Abbé, mathématicien
- Gretta Chambers, journaliste
- Arlette Cousture, auteur de romans
- Serge Saucier, homme d'affaires, président de Raymond Chabot Martin Paré

## 1997
- Alan B. Gold, juge à la Cour supérieure du Québec
- André Bérard, président et chef du conseil de Banque Laurentienne
- Yvette Brind'Amour
- Gilles Lefebvre

## 1998
- Daniel Gauthier, homme d'affaires
- Albert Millaire, comédien
- Paul M. Tellier, président et chef du conseil de Canadien National
- Alexander Kennedy Paterson, avocat

## 1999
- Roger Gaudry, scientifique
- Francesco Bellini, président et chef du conseil de Biochem Pharma

## 2000
- Andrée Lachapelle, comédienne
- Jacques Genest, fondateur de l'Institut de recherches cliniques de Montréal
- Jean Monty, président et chef de la direction de Bell Canada
- Maurice Richard, joueur de hockey

## 2001
- Michèle Thibodeau-DeGuire, présidente de Centraide du Grand Montréal
- Jacques Bougie, président et chef de la direction d'Alcan
- Guy Laliberté, président et fondateur du Cirque du Soleil
- Charles R. Scriver, professeur en génétique humaine

## 2002
- Dominique Michel, comédienne
- André Caillé, président et chef de la direction d'Hydro-Québec
- père Emmett Johns (surnommé «Pops»), animateur de rue pour les sans-abris
- Robert Lacroix, recteur de l'Université de Montréal

## 2003
- Serge Godin, fondateur et président exécutif de CGI
- Yves Lamontagne, psychiatre
- Charles Taylor

## 2004
- André Chagnon, chef de la direction de Vidéotron
- Denis Brott, directeur du Festival de musique de chambre de Montréal
- Daniel Langlois, chef de la direction de Softimage
- William Feindel, directeur de l'Institut neurologique de Montréal

## 2005
- Paul Desmarais (fils), président du conseil et co-chef de la direction Power Corporation du Canada
- Dr Margaret Lock, anthropologue
- Alain Simard, président-directeur général de l'Équipe Spectra
- Dr Henry Mintzberg, professeur Université McGill

## 2006
- Robert Charlebois, auteur-compositeur-interprète, musiciens et acteur
- Pavel Hamet, médecin, chercheur, administrateur et professeur
- Jocelyne Monty, présidente du conseil d'administration, Fondation des maladies mentales
- Henri-Paul Rousseau, homme d'affaires, président et chef de la direction de la Caisse de dépôt et placement du Québec de 2002 à 2008

## 2008
- Peter A. Howlett, président, Portage
- Rémi Marcoux, homme d'affaires, président exécutif du conseil d'administration, Transcontinental inc.
- Heather Munroe-Blum (en), directrice et vice-chancelière, Université McGill
- Robert, Denise, présidente et productrice, Cinémaginaire

## 2009
- Lise Bissonnette, écrivaine, journaliste, éditrice, gestionnaire
- Sœur Nicole Fournier, secrétaire de congrégation, Les Sœurs Grises de Montréal, ex-directrice générale, Accueil Bonneau
- L. Jacques Ménard, président du conseil, BMO Nesbitt Burns, président, BMO Groupe financier, Québec
- Balfour M. Mount, professeur émérite de médecine palliative[3]

## 2010
- Yvon Deschamps, monologuiste, cofondateur du Théâtre de Quat’Sous[4]
- Hélène Desmarais, fondatrice et présidente du Centre d’entreprises et d’innovation de Montréal[4]
- Gilles Julien, médecin, Assistance aux enfants en difficulté[4]
- Claude Montmarquette, économiste, professeur émérite de l’Université de Montréal[4]

## 2011
- Frédéric Back, réalisateur de films d'animation.
- Aldo Bensadoun, homme d'affaires.
- Pierre Fortin, professeur émérite de sciences économiques à l’UQAM
- Sid Stevens

## 2012
- Georges Brossard, entomologiste, fondateur de l'Insectarium de Montréal.
- Michal et Renata Hornstein, philanthropes.
- Pierre Legault, cofondateur de Moisson Montréal.
- Emanuele (Lino) Saputo, homme d'affaires.

## 2013
- Pierre Bourgie, mécène.
- Kent Nagano, chef d'orchestre.
- Julie Payette, scientifique.
- Lise Watier, femme d'affaires.

## 2014
- Alvin Cramer Segal, entrepreneur
- Oliver Jones, musicien jazz
- Bartha Maria Knoppers, professeure spécialisée en droit médical et en éthique biomédicale
- Réjean Thomas, médecin et fondateur de la clinique médicale l’Actuel
- Marcel Côté (à titre posthume), économiste et homme d'affaires